# Sollube
Sollube är kullar i Spanien.   De ligger i provinsen Bizkaia och regionen Baskien, i den norra delen av landet, 300 km norr om huvudstaden Madrid.